# Plagiostenopterina fasciata
Plagiostenopterina fasciata är en tvåvingeart som beskrevs av Friedrich Georg Hendel 1914. Plagiostenopterina fasciata ingår i släktet Plagiostenopterina och familjen bredmunsflugor.
Artens utbredningsområde är Sri Lanka. Inga underarter finns listade i Catalogue of Life.